# Papyrus 104
Papyrus 104 (volgens de nummering van Gregory-Aland) of {\displaystyle {\mathfrak {P}}^{104}}, of P.Oxy.LXIV 4404, is een fragment van een blad van een codex op papyrus. Het is 6,35 bij 9,5 cm groot op de breedste plek. Het wordt bewaard in de Papyrologie afdeling van de Art, Archaeology and Ancient World Library in Oxford Verenigd Koninkrijk.
Op de voorzijde (recto) staat Matteüs 21:34-37 in het Grieks op de achterzijde (verso) staan restanten van vers 43 en 45.

## Beschrijving
Papyrus 104 is een van de oudste teksten van het Evangelie volgens Matteüs die er nog zijn. De tekst bestaat uit de restanten van zes verzen; en wordt gedateerd in de tweede eeuw..
Op één uitzondering na komt de tekst geheel overeen met de 27e editie van het Novum Testamentum Graece van Nestle Aland; de standaardtekst van het Griekse Nieuwe Testament. De uitzondering is, dat Matteüs 21:44 ontbreekt, net als dat het geval is in de Codex Bezae, Minuskel 33, sommige Oud-Latijnse handschriften, de oud Syrische vertaling, de Diatessaron. Het vers is wel te vinden in de Codex Sinaiticus, Codex Vaticanus, Codex Ephraemi Rescriptus, Codex Regius, Codex Washingtonianus, en de Codex Dublinensis. Dit vers wordt beschouwd als een van de Westerse non-interpolaties, invoegsels in de tekst die in de Westerse tekst ontbreken.

## Griekse tekst
De papyrus is aan beide zijden beschreven; het fragment bevat ook de bovenkant en de rand van de bladzijde. Omdat de tekst van de achterzijde nauwelijks leesbaar is, geven we hier alleen de tekst van de voorzijde. De vetgedrukte letters zijn de letters die op Papyrusv104 zijn te zien.
Matteüs 21:34-37 (recto)
ΑΠΕ-

ΣΤEΙΛΕN ΤΟΥΣ ΔΟΥΛΟΥΣ AYTOY ΠΡΟΣ

ΤΟΥΣ ΓΕΩΡΓΟΥΣ ΛΑΒEIN ΤΟΥΣ KAP-

ΠΟΥΣ AYTOY KAI ΛΑΒONΤΕΣ OI ΓΕΩΡ-

ΓΟΙ ΤΟΥΣ ΔΟΥΛΟΥΣ AYTOY ON MEN

EΔEIPAN ON ΔΕ ΑΠΕKTEINAN ON

ΔΕ ΕΛΙΘΟΒOΛHΣAN ΠΑΛIN ΑΠΕ-

ΣΤEΙΛΕN ΑΛΛΟΥΣ ΔΟΥΛΟΥΣ ΠΛΕΙΟ-

NΑΣ ΤΩN ΠPΩΤΩN KAI EΠOIHΣAN

ΑΥΤΟΙΣ ΩΣΑΥΤΩΣ ΥΣΤEPON ΔΕ ΑΠΕ-

ΣΤEΙΛΕN
...hij zond zijn dienaren naar

de wijnbouwers om vruchten in ontvangst te nemen

die hem toekwamen. En de wijnbouwers grepen 

zijn dienaren, zelfs

sloegen zij de ene en doodden de ander,

en weer een ander stenigden ze. Toen zond hij 

andere dienstknechten;, meer dan

de eerste : en zij deden 

met hen net zo. Ten slotte zond hij.. 
Er zijn totaal 110 leesbare letters herkenbaar op de voorzijde van het fragment, ; 18 van de 24 Griekse letters komen voor; zeta, thèta, xi, phi, chi, en psi ontbreken. "De schrijver gebruikt ruwe ademhalingstekens , maar geen leestekens of interpunctie. Het schrifttype is vroeg ', dat wil zeggen, voor 250 AD. Het is zorgvuldig geschreven, waarbij uitgebreid gebruikgemaakt wordt van inspringen.